# D-Zug dritter Klasse
D-Zug dritter Klasse ist der zweite Exilroman der deutschen Schriftstellerin Irmgard Keun, der, 1937 geschrieben, 1938 bei Querido in Amsterdam erschien.
Magdalene aus Godesberg, Lenchen genannt, findet auf einer Eisenbahnfahrt mit Albert aus Berlin endlich den passenden Mann, vor dem sie kein bisschen Angst haben muss.

## Handlung
Lenchen fährt im Juni 1937 mit ihrem Freund Dr. med. Karl Bornwasser mit dem D-Zug von Berlin nach Paris. Im Abteil dritter Klasse sitzt außer vier fremden Mitreisenden auch noch Lenchens Tante Camilla, die als verrückt gilt. Lenchen soll die Tante im Auftrag ihres Potsdamer Onkels bei der Pariser Verwandtschaft „abliefern“. Die junge Frau hat sich vom Onkel zu der Fahrt überreden lassen, weil sie Karl helfen möchte, 9000 Reichsmark in neun Scheinen über die Grenze zu schmuggeln. Laut deutscher Devisengesetzgebung ist diese Ausfuhr untersagt. Karl bekam das Geld von seinem Berliner Onkel geschenkt und möchte damit in der Schweiz vielleicht eine Praxis eröffnen. Der Doktor ist bereits der dritte Mann in Lenchens Leben. Mit keinem hatte sie Glück. Karl gängelt Lenchen, ist obendrein eifersüchtig und hatte kürzlich erst in Berlin eine Vase nach ihr geworfen. Das Geld haben Karl und Lenchen zerknüllt und in einer mit heißem Kaffee gefüllten Thermoskanne versteckt. Während der Zugfahrt disponiert Lenchen um. Mit der Tante sucht sie die Toilette auf und deponiert die klatschnassen Scheine an Camillas Körper unter der Bekleidung. Die „lebende Sparkasse“  Camilla bringt das Geld nach Frankreich. Allerdings wird die Tante an der Grenze von einem deutschen Beamten auf verbotene Barschaft kontrolliert, überwindet diese Hürde aber bravourös mit närrischem Gerede. Kurz vor dem Gare du Nord erweist sich Camilla auf einmal als sehr normal und praktisch denkend. Samt Koffern verlässt sie den Zug und will sich mit dem Gelde in Südfrankreich ein wenig von der anstrengenden Verwandtschaft erholen. Karl eilt ihr hinterdrein. Endlich ist Lenchen mit Albert, dem jungen Mann aus dem D-Zug-Abteil, allein. Es sieht so aus, als wird das etwas mit den beiden in Paris. Albert, der erste Mann, vor dem sich Lenchen nicht fürchtet, besitzt als Reisegepäck lediglich einen Pappkarton mit verschrumpelten Äpfeln.

## Form
Die oben skizzierte Handlung ist nicht das Wesentliche an dem Buch. Bedeutsamer als jene Story sind schon die „Kurzbiographien“ der sieben Passagiere im D-Zug-Abteil: Berta, eine 53-jährige behäbige Frau, ist nach Köln, zu ihrem Bruder, dem Scharfrichter, unterwegs. Die Dame zeigt sich gnadenlos und befürwortet die herrschenden Verhältnisse in Deutschland. Der dicke Früchtehändler aus Köln hat in Berlin ein Straßenmädchen umgebracht. Der ältere pensionierte Regierungsrat aus Berlin ist mit 300 Mark auf der Flucht vor seiner Familie. Er hält es mit der Frau und der Schwester nicht mehr aus.. Albert ist ein Berliner Geheimratssohn und verurteilter Schmuckdieb. Camilla nassauert sich in der weit verzweigten Familie ihr Leben lang durch, will sich als Erfinderin profilieren und gibt einmal erhaltenes Geld prinzipiell nie wieder her. Karl ersäuft seine beruflichen Misserfolge im Alkohol, und die Protagonistin Lenchen ängstigt sich andauernd vor Männern.
Wie Blume treffend herausstellt, sind Angst und Bedrücktheit die dominierenden Emotionen der sieben Reisenden in dem Zugabteil. Daraus folgt auch die Lesespannung. Dabei seien die Lebensläufe von Irmgard Keun gar zu unvermittelt aneinandergerückt worden, und der Leser wundert sich. Trotzdem – jede Begebenheit erscheint glaubhaft, so hanebüchen sie auch sein mag.
Erzähltechnisch mit das Beste an dem Werk ist die einmalige Art, wie Irmgard Keun die sieben Passagiere nacheinander aus ihrer Anonymität herausholt. Besonders ist das der Autorin bei den Nebenfiguren gelungen, also bei Berta, Albert und bei dem Regierungsrat. Mitunter ist der Satzbau recht eigenwillig. An mindestens zwei Stellen im Roman muss der Leser zwei direkt aufeinander folgende nichttriviale Sätze noch einmal und zwar im Zusammenhang lesen, um zu erkennen: Der zweite „Satz“ ergibt nur Sinn mit dem ersten.

## Rezeption
- Indem Irmgard Keun Lenchens Geschichte erzählt, artikuliert sie die eigene „unerfüllte Sehnsucht nach Liebe“.[2]
- Irgendwelches Pathos kommt bei der Humoristin Keun nicht auf.[3]
- Das Buch ist ein Prunkstück des Komischen. Das erlebt der Leser direkt, wenn z. B. über Tante Camilla erzählt wird. Auch das Studium der Rezeptionsgeschichte lohnt. Blume[4] hat z. B. herausgefunden, dass Irmgard Keun Shakespeare und Goethe persifliert.